# Nicolau Maliaseno
Nicolau Comneno Ângelo Ducas Briênio Maliaseno (em grego: Νικόλαος Κομνηνός Ἄγγελος Δούκας Βρυέννιος Μαλιασηνός; romaniz.: Nikólaos Komnenós Angelos Doúkas Bryénnios Maliasenós) foi um nobre e magnata grego bizantino ativo na região de Vólos na Tessália na segunda metade do século XIII.

## Vida

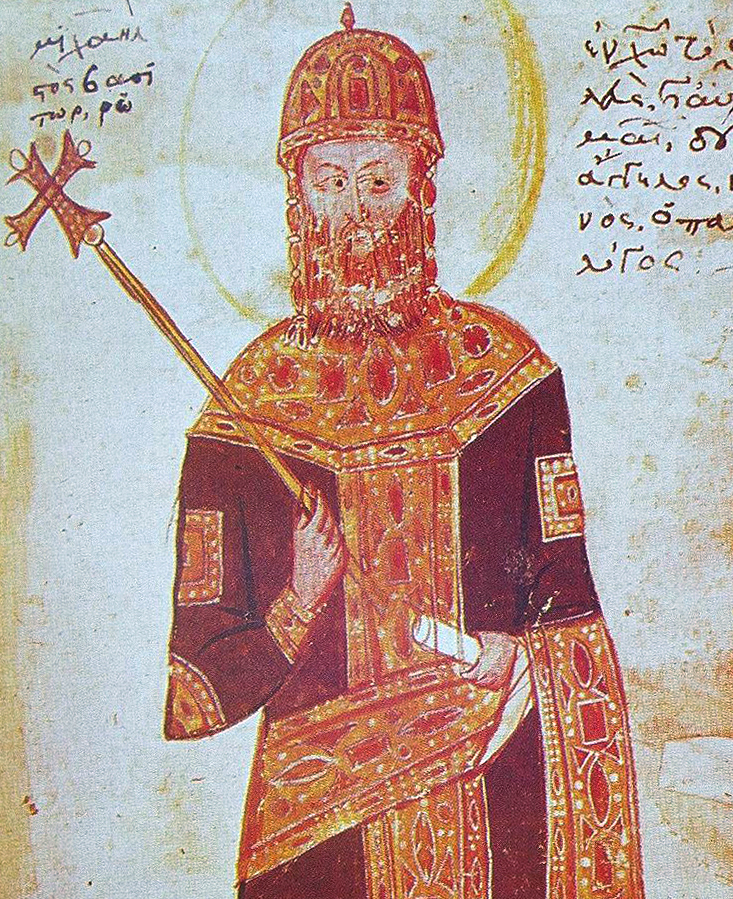
Iluminura do imperador bizantino r.

Nicolau foi o filho do primeiro membro atestado da família Maliaseno, Constantino, um magnata na Tessália que casou-se com Maria, a filha do déspota epirota Miguel I Comneno Ducas (r. 1205–1215). Como seu pai, é geralmente chamado pelos sobrenomes "Comneno Maliaseno", mas ocasionalmente o sobrenome de outras duas casas aristocráticas bizantinas, Ducas e Briênio, são adicionados a eles. Ele é também frequentemente chamado Ângelo, provavelmente herdade via sua mãe. De seu pai, herdou grandes propriedades na Tessália. Inicialmente sob os governantes epirotas, Nicolau foi confirmado em suas possessões pelo futuro imperador bizantino Miguel VIII Paleólogo (r. 1259–1282).
Nicolau casou-se como Ana Comnena Ducena Paleóloga Filantropena, uma sobrinha de Miguel VIII, em ca. 1255. Eles tiveram ao menos um filho, chamado João. Este casamento, bem como a remoção do Mosteiro de Ilário em Almiro da competência do Mosteiro de Macrinitissa, fundado pelo pai de Nicolau, pelo déspota epirota Miguel II Comneno Ducas (r. 1230–1266/68), parece indicar uma mudança na aliança da família para o então Império de Niceia. Foi, por conseguinte, o irmão de Miguel VIII, João Paleólogo, que restaurou a dependência do mosteiro em Almiro e reconfirmou sua imunidade tributária em 1259, que foi reconfirmada em 1266 por Nicéforo I Comneno Ducas (r. 1267/8–1297).
Em algum momento em 1271–72, Nicolau e sua esposa fundou o Mosteiro de Nova Petra em Drianubaina na Tessália. Originalmente um convento feminino, em algum momento entre 1274 e 1277 foi convertido num mosteiro masculino. Nicolau deu a este e ao Mosteiro de Macrinitissa várias outras propriedades como dependências, e mesmos conseguiu receber de Miguel VIII o Mosteiro de Latomos em Salonica como dependência das duas fundações da família. Em algum momento entre 1274 e 1276, o casal ingressou na vida monástica, assumindo os nomes monásticos de Josafá e Antusa respectivamente; Nicolau pode ter tomado um segundo nome monástico, Nilo, como registrado numa inscrição do Mosteiro de Macrinitissa que foi posteriormente incorporado na Igreja da Virgem em Macrinitisa. Nicolau ainda estava vivo em 1280, e possivelmente tão tarde quanto 1285/1286. Após sua morte, foi enterrado no Mosteiro de Macrinitissa. Após a destruição do último, sua lápide, contendo um poema, foi incorporado na alvenaria do Mosteiro de Atanásio em Macrinitisa.